# Opuntia roborensis
Opuntia roborensis ist eine Pflanzenart in der Gattung der Opuntien (Opuntia) aus der Familie der Kakteengewächse (Cactaceae). Das Artepitheton roborensis verweist auf das Vorkommen der Art bei Roboré.

## Beschreibung
Opuntia roborensis wächst strauchig, ist reich verzweigt und bildet dichte Gruppen mit Wuchshöhen von 0,5 bis 1 Meter. Die eiförmigen bis elliptischen Triebabschnitte sind 7 bis 10 Zentimeter lang und 2,5 bis 3,5 Zentimeter breit. Die runden, vorstehenden Areolen sind grau bewollt. Ihre Glochiden sind hellbraun. Die ein bis drei dünnen, nadeligen, an der Trieboberfläche anliegenden Dornen sind weißlich grau und besitzen eine dunklerer Spitze. Sie sind 1 bis 3 Zentimeter lang.
Die radförmigen, leuchtend goldgelben Blüten erscheinen zahlreich um die Spitzen der Triebabschnitte. Sie erreichen Längen von bis zu 4 Zentimeter und Durchmesser von 5,5 Zentimeter. Die purpurfarbenen, verkehrt konischen Früchte weisen einen Durchmesser von 1,2 bis 1,3 Zentimeter und eine Länge von 1,8 bis 2 Zentimeter auf.

## Verbreitung und Systematik
Opuntia roborensis ist im brasilianischen Bundesstaat Mato Grosso do Sul sowie in Bolivien im Departamento Santa Cruz in der Provinz Chiquitos im Tiefland verbreitet.
Die Erstbeschreibung durch Martín Cárdenas wurde 1970 veröffentlicht.

## Nachweise